# Dusona longiterebra
Dusona longiterebra là một loài tò vò trong họ Ichneumonidae.